# 1180 Rita
1180 Rita este o planetă minoră (asteroid), cu un diametru de 97 km, din centura de asteroizi. A fost descoperită pe 9 aprilie 1931 la Observatorul Königstuhl de Karl Wilhelm Reinmuth și a fost numită după . 
Obiectul prezintă o orbită caracterizată de o semiaxă mare de 3,9877188 UAi, o excentricitate de 0,158339, o înclinație de 7,19786 ° în raport cu ecliptica.